# Hulkó Gábor
Hulkó Gábor (Bagota, 1947. január 1.) kibernetikus, intézetigazgató, egyetemi professzor, 2007-től a MTA külső tagja.

## Élete
1967–1970 között a Szlovák Tudományos Akadémia pozsonyi Műszaki Kibernetikai Intézetben dolgozott tudományos segédmunkatársként. 1970-ben végzett a pozsonyi Szlovák Műszaki Főiskolán, melynek 1971-től oktatója, 1974-től adjunktusa volt. 1976-ban megvédte kandidátusi értekezését, 1982-től docens. 1992-től a műszaki tudomány doktora, 1994-től professzor.
Több mint 2 évtizeden át a Mérés-automatizáció és Alkalmazott Kibernetikai Intézet igazgatója volt. Kutatási területe a kibernetika, a megosztott paraméteres rendszerek, a folyamatirányítás, a rendszeridentifikáció problémái.
Az 1990-es években Dunaszerdahely alpolgármestere volt. A Szlovákiai Magyar Professzorok Klubjának alelnöke, a komáromi Selye János Egyetem Tudományos Tanácsának külső tagja. A Slovenská spoločnosť pre kybernetiku a informatiku elnökségi-, és a Strojnícka Spoločnosť elnökségi tagja.

## Elismerései
Számos szakmai elismerésben részesült.
- 2002 Veterrima Academia Studiorum Montanistica
- 2002 Jedlik Ányos-díj (Szímő)
- 2013 A Magyar Érdemrend tisztikeresztje

## Művei
Több mint 300 tudományos közleménye cseh, szlovák, magyar és más nemzetközi folyóiratokban jelent meg.
- 2004 Distributed Parameter Systems Blockset for MATLA&Simulink, Third-Party Math Works Product
- 2015 Control of technological and production processes as distributed parameter systems